# Balingsholm

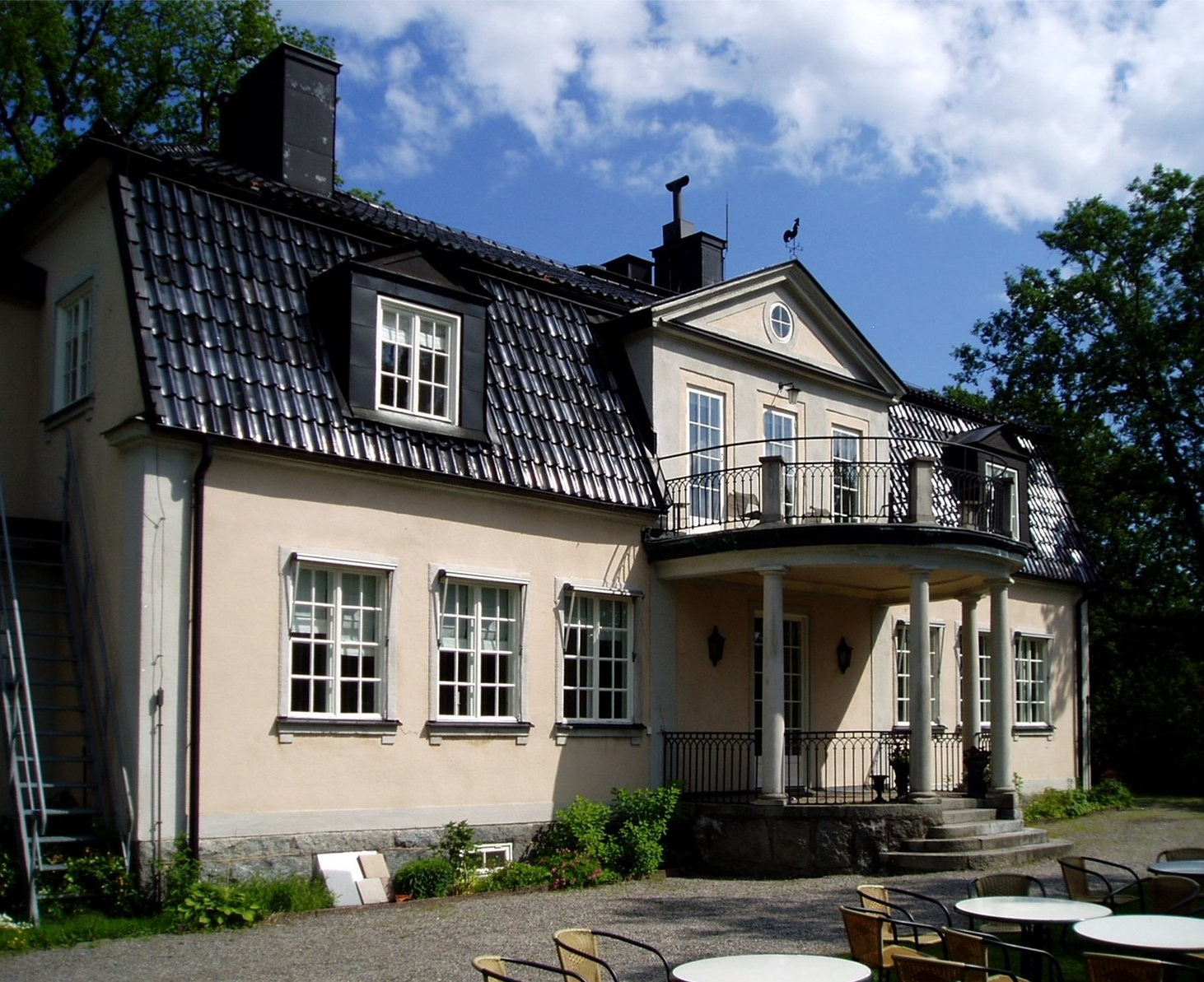
Balingsholms herrgård

Balingsholm är en herrgård vid sjön Trehörningen i Huddinge socken i Huddinge kommun.

## Historik
Huvudbyggnaden restes 1906 av byggmästare Tisell enligt arkitekt Erik Lundroths ritningar, och inreddes exklusivt av Isidor Hörlin  Den såldes 1909 till hovförvaltningen och användes som bostad för Gustaf V:s yngste son prins Erik fram till 1914. 1916 såldes Balingsholm till civilingenjör Frank Hirsch. Familjen Hirsch bodde på Balingsholm fram till 1964 då gården såldes till Huddinge kommun. 
Kommunen hade planer på att stycka upp marken och bygga bostäder, men de planerna lades ner och gården hyrdes i stället ut för festverksamhet. 1984 försökte kommunen sälja Balingsholm till sovjetiska ambassaden, men efter häftiga protester från huddingeborna lades försäljningen ut på anbud. Anbudet gick till Gerd Gustafzon som startade den konferensverksamhet som finns där idag. Augusti 2004 tog familjen Orrvik över ägandet samt driften av Balingsholm. Sedan 2004 har hela anläggningen renoverats och vissa delar byggts ut. Balingsholm har som konferensgård gått bra sedan starten 1985 och kunnat redovisa positivt resultat varje år.[källa behövs]

### Interiörer 1911
Bilder från tidningen Idun

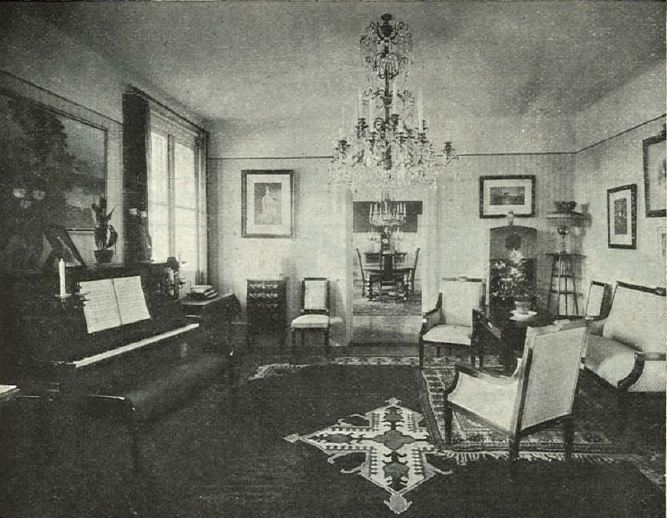
Salongen
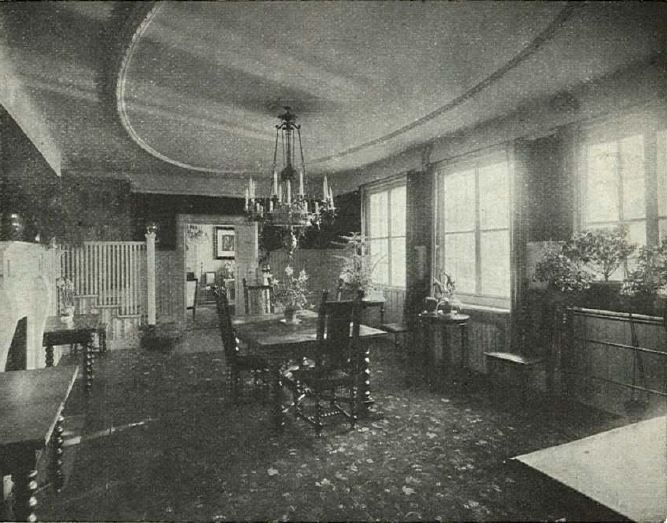
Matsalen
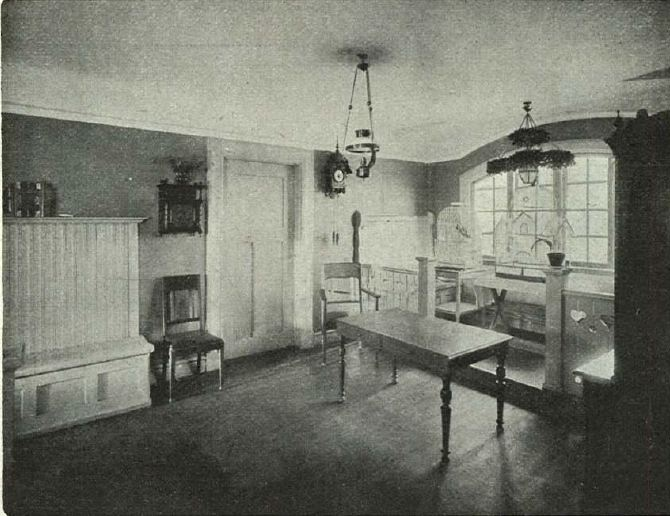
Övre hallen
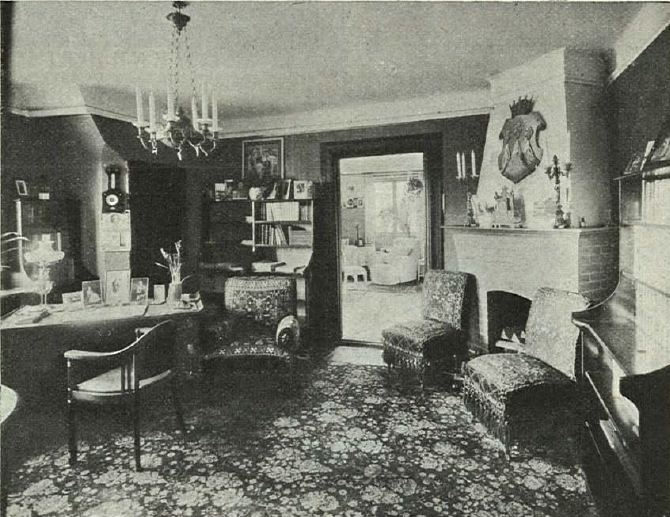
Skrivrummet

## Fotnoter
1. ↑  Byggnaden senare tillbyggd enligt jämförelse med foto från 1911 i Idun